# Triphora dagama
Triphora dagama is een slakkensoort uit de familie van de Triphoridae. De wetenschappelijke naam van de soort is voor het eerst geldig gepubliceerd in 1963 door Barnard.